# ألان سيمونز
ألان سيمونز (بالإنجليزية: Alan Simons)‏ هو لاعب كرة قدم بريطاني في مركز حراسة المرمى، ولد في 2 سبتمبر 1968 في ريكسهام في المملكة المتحدة. لعب مع بورت فايل.